# Вероли
Вероли (на италиански: Veroli; на латински: Verulae) е град в провинция Фрозиноне регион Лацио, Италия с 20 711 жители (към 31 декември 2012). Намира се на 93 км източно от Рим и 13 км североизточно от Фрозиноне.
Старата част на Вероли с ок. 3500 жители се намира между реките Сако и Гариляно.
Древният Verŭlae е от 8 век пр.н.е. важен град на херниките. От 4 век там съществува християнска община и през 743 г. Вероли е седалище на епископ. През 877 г. е ограбен от сарацините. През 1350 г. градът е силно разрушен от земетресение. През 16 век градът е завладян от испанците, съюзници на род Колона. След това се управлява от кардинали.